# Audi RS6
Der Audi RS6 ist das leistungsstärkste Modell der Audi AG auf Basis des A6, der bis 2025 in vier Generationen gebaut wurde. Hergestellt wird das Fahrzeug von der Audi Sport GmbH (bis Ende 2016: quattro GmbH) in Neckarsulm, einer Tochterfirma von Audi.

## Modellreihengeschichte
Die erste Generation des Audi RS6 C5 basiert auf dem Audi A6 C5 und kam im Sommer 2002 auf den Markt. Den Audi RS6 gibt es als viertürige Stufenhecklimousine und als Kombi, jedoch wurde die Topversion der ersten Generation, der RS6 plus, ausschließlich als Kombi (Avant) angeboten. Angetrieben wird sie von einem 4,2-l-V8-Ottomotor mit 331 kW (450 PS) und später mit 353 kW (480 PS) maximaler Leistung beim RS6 plus. Der letzte RS6 C5 lief Ende 2004 vom Band und wurde erst knapp vier Jahre später durch die zweite Generation ersetzt.
Der Nachfolger basierte auf dem Audi A6 C6 und wurde mit einem fünf Liter großen V10-Motor und 426 kW (580 PS) maximaler Leistung von Frühjahr 2008 bis Ende 2010 produziert.
Zwischen 2013 und 2018 wurde der RS6 C7, dessen Basismodell der Audi A6 C7 ist, nur als Kombi mit einem 4,0-l-V8-Ottomotor mit Bi-Turboaufladung angeboten. Statt der Limousine gab es den RS7 C7.
Die vierte Generation basiert auf dem Audi A6 C8, wurde im August 2019 vorgestellt und wurde mit gleich großem Motor wie im Vorgänger angeboten.

## RS6 C5 (2002–2004)

### Modellgeschichte
Der erste Audi RS6 wurde formal auf dem Genfer Auto-Salon 2002 auf Basis des Audi A6 C5 präsentiert. Der RS6 ist nach dem Audi S6 Plus und dem RS4 das dritte Fahrzeug, das die Audi-Tochter quattro GmbH produzierte, und das erste Audi-Modell mit einem turboaufgeladenen V8-Motor. Er war mit 331 kW (450 PS) maximaler Leistung bis zum Erscheinen seines Nachfolgers 2008 der leistungsstärkste Motor der quattro GmbH. Entsprechend hoch sind die Fahrleistungen, die der RS6 trotz seines relativ hohen Leergewichts von knapp zwei Tonnen erreicht. In Limousinenversion wurde das Fahrzeug auch in den USA verkauft.
Ab April 2004 gab es nur noch den Audi RS6 plus, dessen Produktion ursprünglich auf 999 Fahrzeuge limitiert war. Gegen Ende 2004 lief die Produktion der ersten Generation aus. Insgesamt wurden 8081 Exemplare des Audi RS6 bei Audi im Werk Neckarsulm gebaut. Der Nachfolger der ersten RS6-Generation wurde 2008 vorgestellt.

### Karosserie
Die Karosserie des RS6 ist verglichen mit der Serienversion in einigen Details verändert. Äußerlich betrifft dies die wesentlich breiteren Radläufe, die geänderten Stoßfänger, die vorderen und hinteren Wabengittereinsätze, sowie geänderte Seitenschweller und Alu-Einstiegsleisten mit dem RS6-Schriftzug. Auch die größeren serienmäßigen 18-Zoll-Räder (optional 19 Zoll) und 255 mm breiten Reifen unterscheiden das Fahrzeug vom normalen A6. Die Karosserie wurde gegenüber der normalen Variante verstärkt und ist dadurch verwindungssteifer.

### Karosserievarianten
Der Audi RS6 wurde als Limousine und Kombi (Avant) angeboten. Der RS6 Plus war hingegen, bis auf eine einzige rote Limousine als Sonderedition, nur als Avant erhältlich.

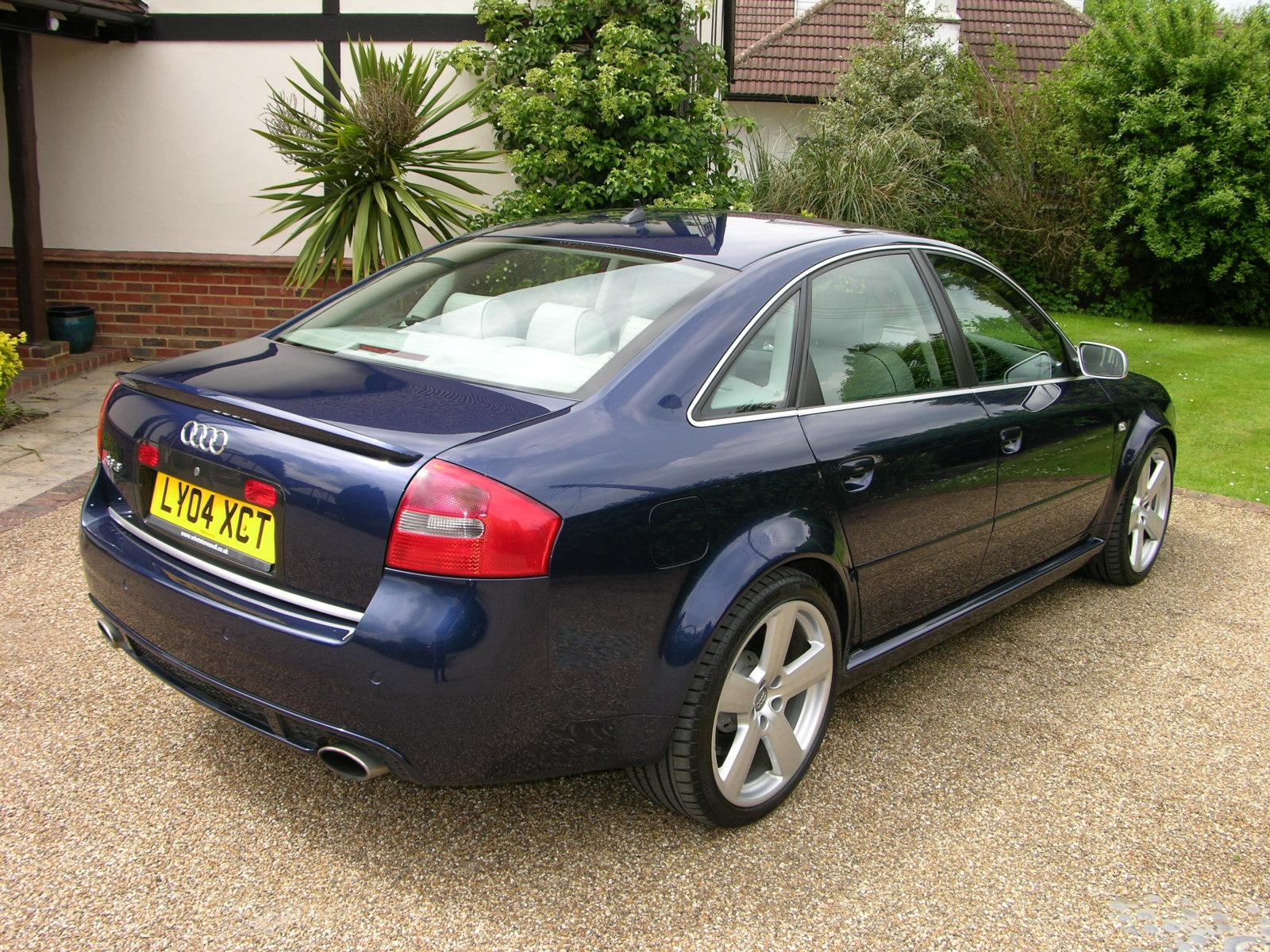
Heckansicht
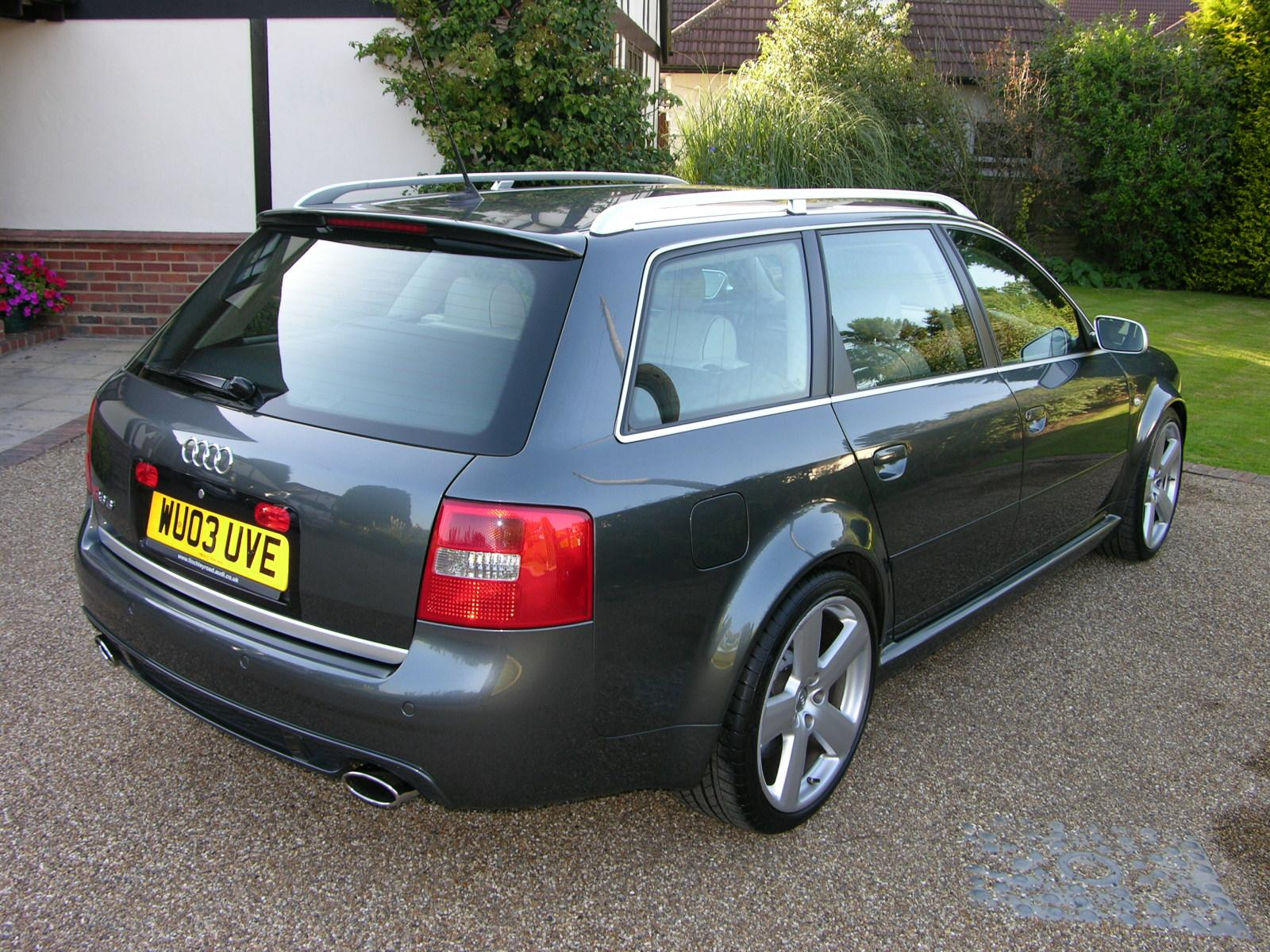
Audi RS6 Avant
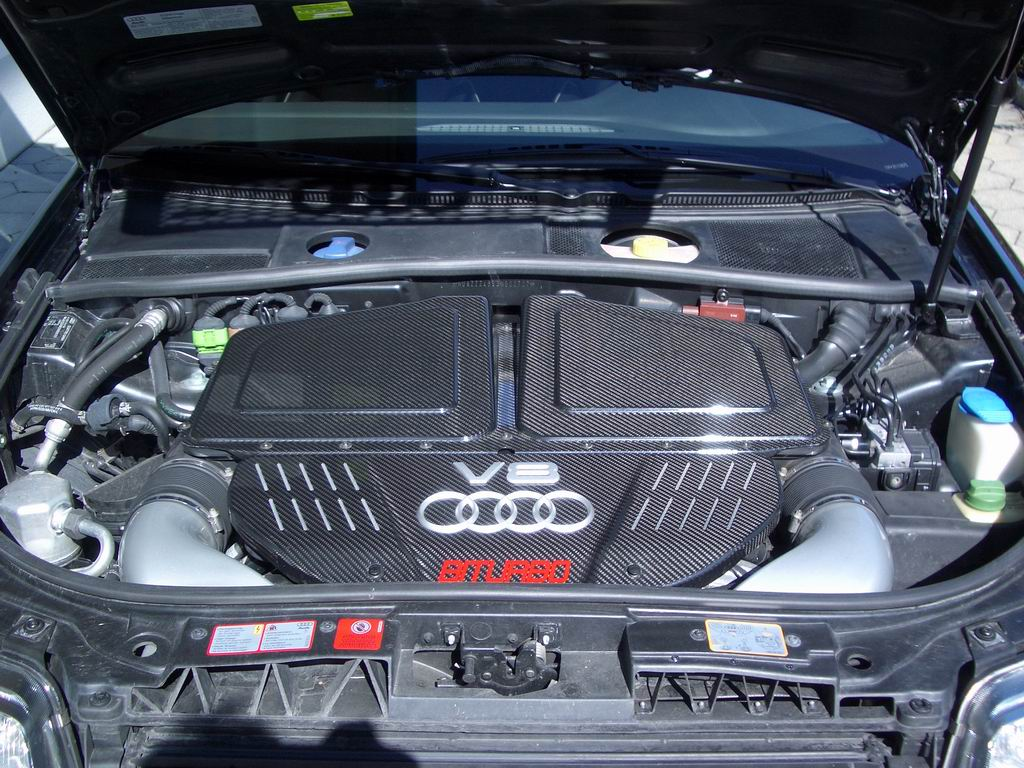
Motor
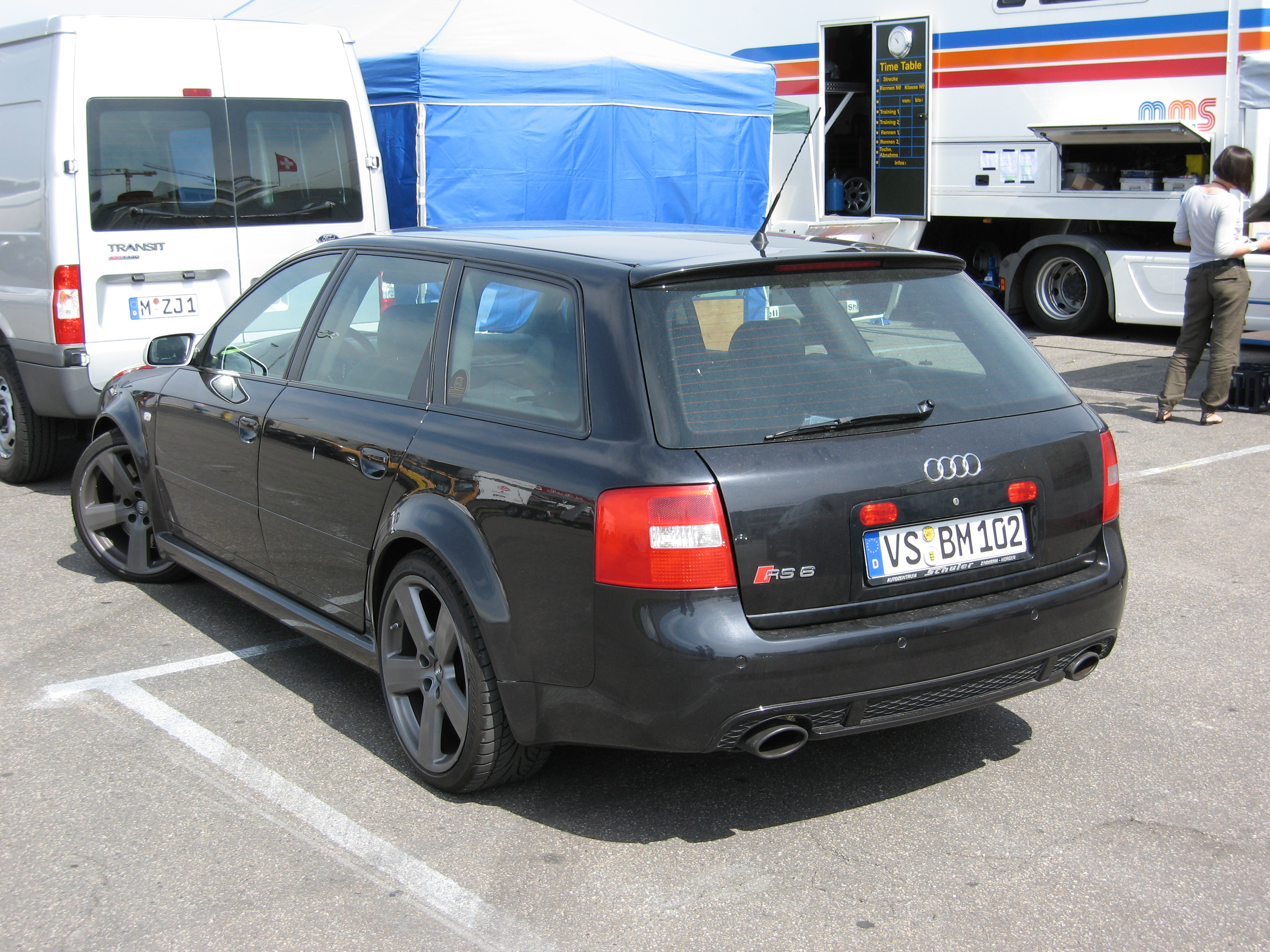
Auf 999 Einheiten limitierte Auflage: RS6 plus

### Ausstattung
Die markantesten optischen Unterschiede der Karosserie des RS6 zum normalen Audi A6 C5 sind:
- breitere Kotflügel
- breitere Seitenschweller
- größerer Dachspoiler
- Xenon-Plus-Scheinwerfer
- geänderte Front- und Heckstoßstange
- ovale Auspuffendrohre, zweiflutig
- matt polierte Aluminium-Außenspiegel
- serienmäßige Leichtmetallräder in der Dimension 8,5 × 18 Zoll (optional 19 Zoll)
- Dachreling

### Innenraum
Das Design des Innenraums entspricht zum großen Teil dem des Serienmodells, lediglich RS6-Schriftzüge im Kombiinstrument und eine Tachoanzeige bis 310 km/h und die serienmäßigen Recarositze mit gekederten Lederbezügen heben den RS6-Innenraum vom A6 ab. Der Kofferraum fasst bei der Limousine 424 Liter. Der Kofferraum der Kombivariante fasst 455 Liter, mit umklappbarer Rücksitzlehne lässt er sich auf 1590 Liter erweitern.
Die serienmäßige Ausstattung des RS6 sind unter anderem:
- Klimaautomatiken
- vier elektrische Fensterheber
- Recaro-Ledersitze mit Heizung
- Lederlenkrad mit Schaltwippen
- sechs Airbags
- Mittelarmlehne vorn und hinten
- CD-Radio mit Bose-Soundsystem

### Motor
Der Achtzylindermotor in V-Bauart wurde bei Cosworth, das von 1998 bis 2004 zu Audi gehörte, in England gebaut. Der Motor basiert auf dem V8-Motor des Audi S6 C5 mit einer maximalen Leistung von 250 kW (340 PS), der von 1999 bis 2005 gebaut wurde. Im RS6 hat der Motor zwei Turbolader (Biturbo) und zwei Ladeluftkühler. Der Motorblock ist aus Aluminium gefertigt, jeder Zylinder hat fünf Ventile. Hinter den Ladeluftkühlern des RS6 plus ist jeweils ein Zusatzwasserkühler angebracht.
Durch den relativ hohen Hubraum von 4172 cm³, kombiniert mit der Biturboaufladung leistet der Motor im RS6 nach dem Umbau maximal 331 kW (450 PS) bei 5700–6400/min und entwickelt ein maximales Drehmoment von 560 Nm, die konstant bei 1950–5600/min zur Verfügung stehen. Ursprünglich wollte Audi den RS6 mit 368 kW (500 PS) maximaler Leistung ausliefern, doch das Automatikgetriebe ist mit 331 kW (450 PS) an seiner Belastungsgrenze angelangt. Mit Rücksicht darauf wurde die Leistung nicht weiter erhöht.
Die Kohlendioxid-Emission beträgt nach Herstellerangaben 350 g/km. Der Motor erfüllt die Euro-3-Abgasnorm.

### Getriebe
Serienmäßig wurde das Fahrzeug ausschließlich mit dem Wandlerautomatikgetriebe Tiptronic ausgeliefert. Mit der Tiptronic, bei der sich die fünf Gangstufen vorwählen lassen, ist ein gewisses Maß an Einflussnahme möglich. Es ermöglicht außerdem wahlweise, die Gänge manuell mit Schaltwippen am Lenkrad oder mit dem Gangwahlhebel zu wechseln.
Das Getriebe basiert auf dem 5-Gang-Automatikgetriebe aus dem Audi A8 D2 W12 und hat ein dynamisch gesteuertes Schaltprogramm. Die Schaltzeiten wurden für den RS6 angepasst und sind nun kürzer. Außerdem erkennt die Tiptronic den momentan vom Fahrer gewählten Fahrstil und variiert die Schaltpunkte entsprechend. Selbst in scharf gefahrenen Kurven funktioniert dies besser als ein konventionelles Wandler-Automatikgetriebe und unerwünschte Gangwechsel bleiben somit aus. Ein manuell zu schaltendes Getriebe wurde für den RS6 nicht angeboten.

### Kraftübertragung
Der Audi RS6 wurde serienmäßig und ausschließlich mit dem Allradantrieb quattro angeboten. Außerdem hat der RS6 ab Werk eine elektronische Differenzialsperre  mit Fahrdynamikregelung.

### Fahrwerk
Dieses spezielle Sportfahrwerk im RS6 mit Dynamic Ride Control (DRC) wirkt ohne Elektronik den Nick- und Wankbewegungen der Karosserie entgegen. Es reduziert das „Nicken“ (Bewegungen um die Querachse, etwa das Eintauchen beim Bremsen), sowie das „Wanken“ (Bewegungen der Karosserie um die Längsachse). Die Stoßdämpfer sind hierzu diagonal miteinander gekoppelt; wenn der Wagen vorne rechts eintaucht, geht er hinten links nicht mehr automatisch hoch.
Dieses spezielle Dämpfersystem ändert dabei die Kennlinie der Stoßdämpfer. Die Arbeitsweise des Systems beruht auf der Nutzung des Ölvolumens, das die eintauchende Kolbenstange des Stoßdämpfers beim Einfedern verdrängt und der daraus resultierenden Druckänderung im Dämpfungssystem. Gewöhnliche Stoßdämpfer kompensieren das Volumen der eintauchenden Kolbenstangen mit einem kompressiblen Gaspolster (Einrohr-Gasdruckdämpfer) oder mit Hilfe eines Zusatzvolumens, in das sich das verdrängte Öl ausdehnen kann (Zweirohrdämpfer).
Durch die diagonale Verbindung der jeweiligen vorderen Stoßdämpfer mit den hinteren zu zwei gekoppelten Systemen werden bei auftretenden Aufbaubewegungen die unterschiedlichen Druckverhältnisse genutzt, um die jeweiligen Dämpferkennlinien speziell für diese Fahrzustände anzupassen. Daraus resultiert eine komfortable Grundabstimmung des Fahrwerkes, die zugleich einer möglichen Nick- und Wankbewegung der Karosserie in nahezu allen Fahrsituationen entgegenwirkt.

### Fahrleistungen
- Beschleunigung von 0 auf 100 km/h: 4,7 Sekunden
- Beschleunigung von 0 auf 200 km/h: 17,8 Sekunden
- Höchstgeschwindigkeit: 250 km/h (abgeregelt)
- Leistungsgewicht:
  - Limousine: 5,56 kg/kW (4,09 kg/PS)
  - Kombi (Avant): 5,68 kg/kW (4,18 kg/PS)

Bei einem Test des Automagazins sport auto  im Januar 2003 erreichte eine vom Werk zur Verfügung gestellte RS6-Limousine außergewöhnliche Testergebnisse:
- Beschleunigung von 0 auf 100 km/h: 4,4 Sekunden
- Beschleunigung von 0 auf 200 km/h: 15,6 Sekunden

### RS6 plus
Der RS6 plus war nur als Kombi erhältlich und ursprünglich auf 999 Exemplare limitiert. Der Kombi kostete ohne Sonderausstattung  101 050 Euro (Stand 6. April 2004). Die einzige jemals gebaute RS6 plus Limousine kostete, inklusive Individualausstattung, 132 000 Euro und wurde nach Österreich geliefert.

#### Ausstattung
Die Zusatz-Ausstattung im Gegensatz zum RS6 ist unter anderem:
- matt-schwarz verchromte Anbauteile (nur die Außenspiegel sind in Aluminiumglanz, alle anderen verchromten Teile schwarz)
- eine Sportauspuffanlage der quattro GmbH mit schwarz-eloxierten Auspuffendrohren
- 22 kW (30 PS) mehr maximale Leistung (das maximale Drehmoment blieb bei 560 Nm)
- serienmäßige 19-Zoll-, anstatt 18-Zoll-Räder
- Bremsen mit gelochten Bremsscheiben der quattro GmbH
- Sportfahrwerk Plus der quattro GmbH (optional ohne Aufpreis)

#### Innenraum
Serienmäßig sind die aus dem RS6 bekannten Naturledersitze. Gegen Aufpreis konnte der RS6 plus mit
zweifarbiger Ausstattung in Leder und Alcantara ausgestattet werden. Diese Interieur-Kombinationen konnten in drei Paketen bestellt werden:
- „Black Cognac“ (Leder schwarz oder cognac),
- „Blue“ (Leder und Alcantara in schwarz und blau) und
- „Silver“ (Leder und Alcantara in schwarz und silber).

Die Fahrzeuglackierung entspricht der jeweiligen Innenraumfarbe (Ebonyschwarz, Sprintblau, Lichtsilber).
Im Innenraum weist eine Plakette mit der produzierten Fahrzeugnummer neben Kohlenstoff-Zierleisten und aluminiumglänzenden Pedalen und Fußstütze den RS6 plus aus. Zusätzlich war im RS6 plus das erhältliche Navigationssystem anders als in den Modellen der vorherigen RS6-Baujahre mit DVD-Laufwerk, 16:9-Bildschirm und  MMI-Bedienlogik (Multi Media Interface) ausgestattet.

#### Technik
Der RS6 Plus hat die bereits erwähnten Sportabgasanlage, -bremse und das Sportfahrwerk und einen, durch Softwareänderung leistungsgesteigerten Motor und eine höhere Höchstgeschwindigkeit (280 km/h). Zudem hat der RS6 Plus zwei zusätzliche Wasserkühler, die direkt hinter den Ladeluftkühlern sitzen. Diese Zusatzwasserkühler gab es allerdings auch schon im normalen RS6 in der sogenannten „Heißländer-Ausführung“, also der Version, die in Länder mit sehr hohen Außentemperaturen ausgeliefert wurde. Durch die Zusatzwasserkühler ist die Kühlwassermenge um zwei Liter größer als beim RS6.

#### Fahrleistungen
- Beschleunigung von 0 auf 100 km/h: 4,6 Sekunden
- Beschleunigung von 0 auf 200 km/h: 17,3 Sekunden
- Höchstgeschwindigkeit: 280 km/h (abgeregelt)
- Leergewicht: 1880 kg (nur als Kombi erhältlich)
- Leistungsgewicht: 5,64 kg/kW (4,15 kg/PS)

## RS6 C6 (2008–2010)

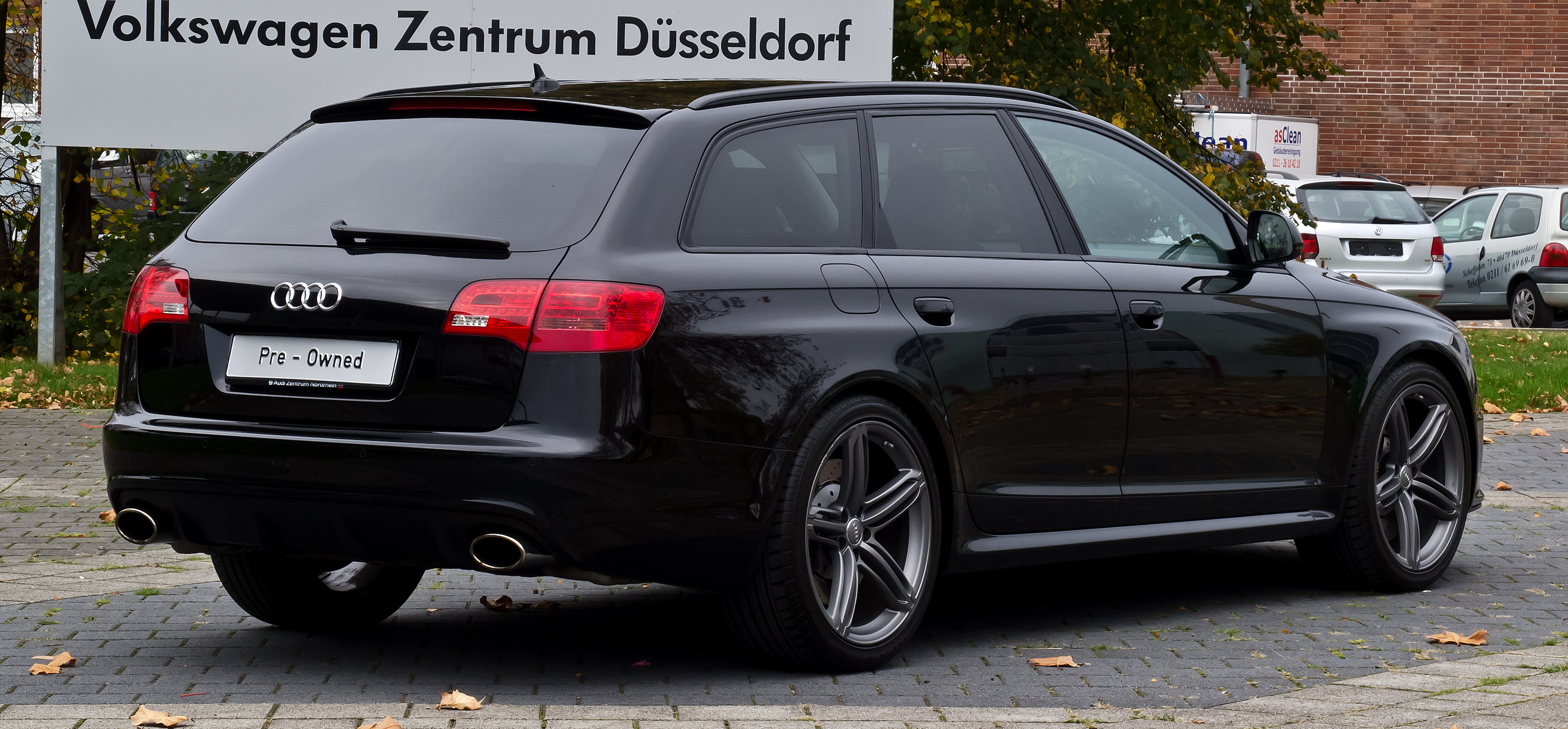
Audi RS6 Avant

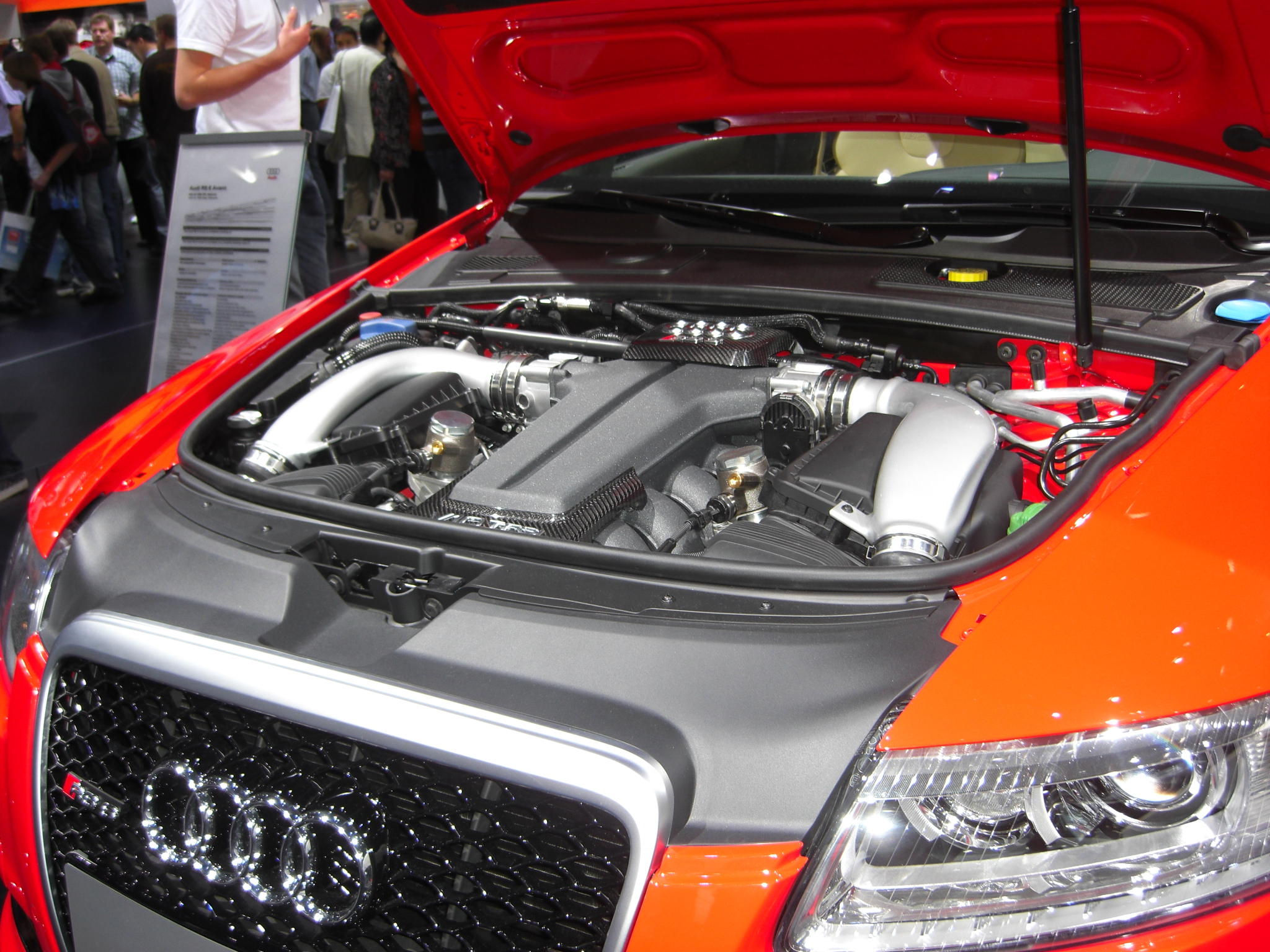
V10-Motor

### Modellgeschichte
Die Auslieferung des RS6 Avant begann im April 2008. Die Limousine erschien erst zum Facelift des A6 im Oktober 2008. Der Grundpreis des Avant betrug  110 650 Euro, während die Limousine ab 108 400 Euro erhältlich war. Die später folgenden Plus-Varianten waren auf 500 Stück limitiert.
Durch großflächige Lufteinlässe, den Singleframe-Kühlergrill mit Rautenmuster und das in die Hauptscheinwerfer integrierte LED-Tagfahrlicht unterscheidet sich der RS6 von der sportlichen Variante S6. Zudem sollen die Kotflügelverbreitungen in ihrer Form an den „Urquattro“ erinnern.
Zum Jahresende 2010 lief die Produktion des RS6 aus. Insgesamt wurden während der zweijährigen Bauzeit 4674 Fahrzeuge produziert. Davon sind 3897 Kombis (83 %) und 772 Limousinen (17 %).

### Motor
Der Motor ist eine Weiterentwicklung des von Audi entwickelten V10-Motors, den Audi in verschiedenen Ausbaustufen in S/R-Modellen und in ähnlicher Form auch Lamborghini verwendet.

### Getriebe
Serienmäßig wurde das Fahrzeug mit einem Sechsgang-Wandlerautomatikgetriebe mit Tiptronic ausgeliefert. Weiterhin hat es ein dynamisches Schalt- (DSP) sowie Sportprogramm, einen hydraulischen Drehmomentwandler mit geregelter Überbrückungskupplung sowie verkürzte Schaltzeiten.

### Bremsanlage
Serienmäßig wurde dieser RS6 mit gelochten sowie schwimmend gelagerten Bremsscheiben mit 390 mm Durchmesser und Sechskolben-Festsätteln an der Vorderachse ausgeliefert. An der Hinterachse hatte er 356-mm-Festsattelbremsen. Gegen Aufpreis war eine Bremsanlage mit 420-mm- (vorne) und 356-mm-Keramikbremsscheiben (hinten) erhältlich.

### RS6 plus
In der C6-Generation wurde von der „plus“-Tradition abgewichen und nun in zwei unterschiedliche Ausstattungspakete getrennt. Das „plus“-Modell war auf 500 Fahrzeuge limitiert und erreicht 303 km/h Höchstgeschwindigkeit.
RS6 Plus Sport 
- Plakette in der Mittelkonsole mit fortlaufender Nummer aus der limitierten Stückzahl
- 20-Zoll-Aluminium-Gussräder mit fünf Segmentspeichen mit 275/35-Reifen
- Kohlenstoffverkleidungen im Motorraum
- Sportfahrwerk plus
- Anhebung der Höchstgeschwindigkeit auf 303 km/h (abgeregelt)
- Instrumententafelabdeckung Fahrerseite in Leder inkl. seitlicher Mittelkonsole
- Fußmatten mit RS6-Schriftzug
- Dachhimmel wahlweise in Alcantara

RS6 Plus Audi Exclusive 
- Alle Ausstattungsmerkmale des Sport-Pakets, zusätzlich:
  - Bedienelemente, Türverkleidungseinsätze und -armauflagen in Leder

### Technische Daten
|                                            | Limousine                           | Avant                               |
| ------------------------------------------ | ----------------------------------- | ----------------------------------- |
| Bauzeitraum                                | 08/2008–12/2010                     | 01/2008–12/2010                     |
| Motorart                                   | Ottomotor                           | Ottomotor                           |
| Motorbauart                                | V-Bauart                            | V-Bauart                            |
| Motoraufladung                             | Twin-Turbolader                     | Twin-Turbolader                     |
| Gemischaufbereitung                        | Direkteinspritzung                  | Direkteinspritzung                  |
| Hubraum                                    | 4991 cm³                            | 4991 cm³                            |
| Zylinder/Ventile                           | 10/40                               | 10/40                               |
| max. Leistung                              | 426 kW (580 PS) bei 6250–6700 min−1 | 426 kW (580 PS) bei 6250–6700 min−1 |
| max. Drehmoment                            | 650 Nm bei 1500–6250 min−1          | 650 Nm bei 1500–6250 min−1          |
| Antriebsart, serienmäßig                   | Allradantrieb                       | Allradantrieb                       |
| Getriebeart, serienmäßig                   | 6-Gang-tiptronic                    | 6-Gang-tiptronic                    |
| Leergewicht                                | 1985 kg                             | 2025 kg                             |
| max. Zuladung                              | 580 kg                              | 630 kg                              |
| Beschleunigung, 0–100 km/h                 | 4,5 s                               | 4,6 s                               |
| Höchstgeschwindigkeit                      | 250 km/h (1)                        | 250 km/h (1)                        |
| Höchstgeschwindigkeit                      | 280 km/h (1) (2)                    |                                     |
| Höchstgeschwindigkeit                      | 303 km/h (1) (3)                    |                                     |
| Kraftstoffverbrauch auf 100 km, kombiniert | 13,9 l Super                        | 14,0 l Super                        |
| Kohlendioxid-Emission, kombiniert          | 331 g/km                            | 333 g/km                            |
| Abgasnorm nach EU-Klassifikation           | Euro 4                              | Euro 4                              |

## RS6 C7 (2013–2018)
Im Dezember 2012 wurde die dritte Generation des RS6 als Avant vorgestellt.
Angetrieben wird sie von einem 4,0-l-V8-Ottomotor mit Bi-Turboaufladung, Zylinderabschaltung und 412 kW (560 PS) maximaler Leistung. Serienmäßig sind der Allradantrieb quattro und ein 8-Gang-Automatikgetriebe. Gegenüber dem Vorgänger soll das Leergewicht um etwa 100 Kilogramm geringer sein. Durch diverse Maßnahmen soll ein kombinierter Kraftstoff-Normverbrauch von 9,6 bis 9,8 l/100 km erreicht werden.
Der Wagen beschleunigt von 0 auf 100 km/h in 3,9 s; die Geschwindigkeit wird bei 250 km/h abgeregelt, konnte aber durch das „Dynamikpaket“ auf 280 km/h beziehungsweise durch das „Dynamikpaket plus“ auf 305 km/h angehoben werden.
Der Marktstart dieses RS6 war Sommer 2013 und die Preise begannen in Deutschland bei 107 900 Euro (brutto).

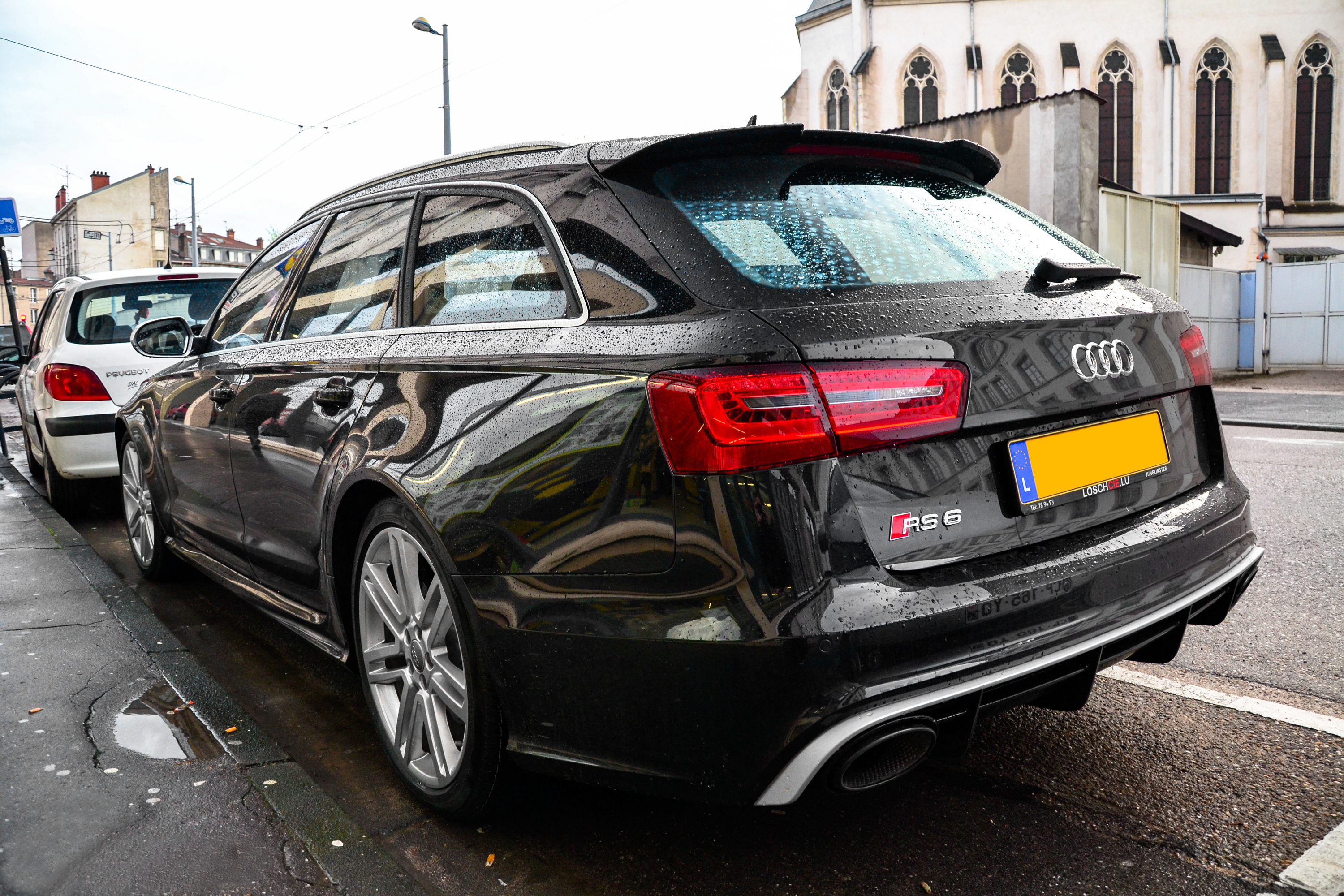
Heckansicht (2013–2014)
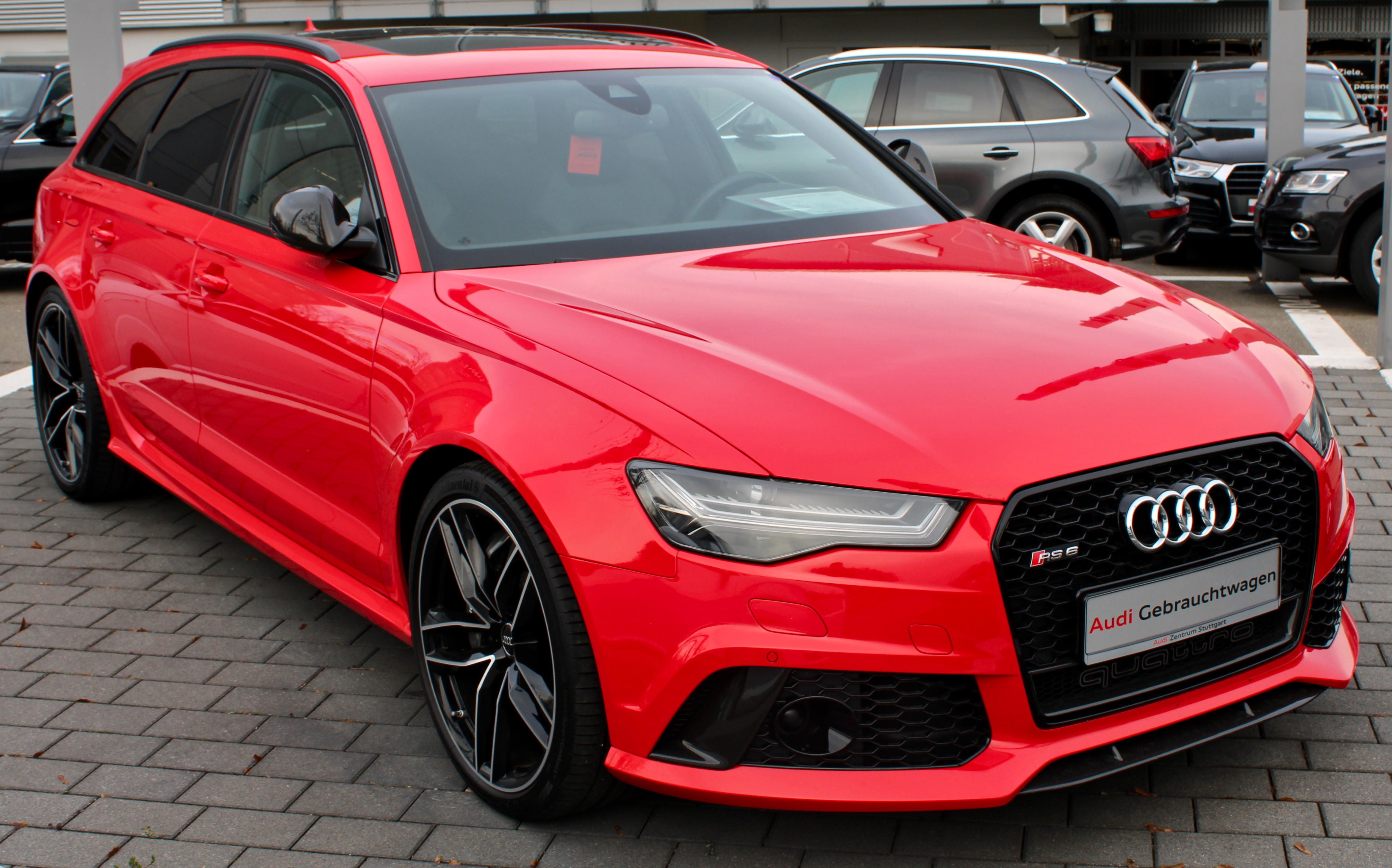
RS6 Avant (2014–2018)
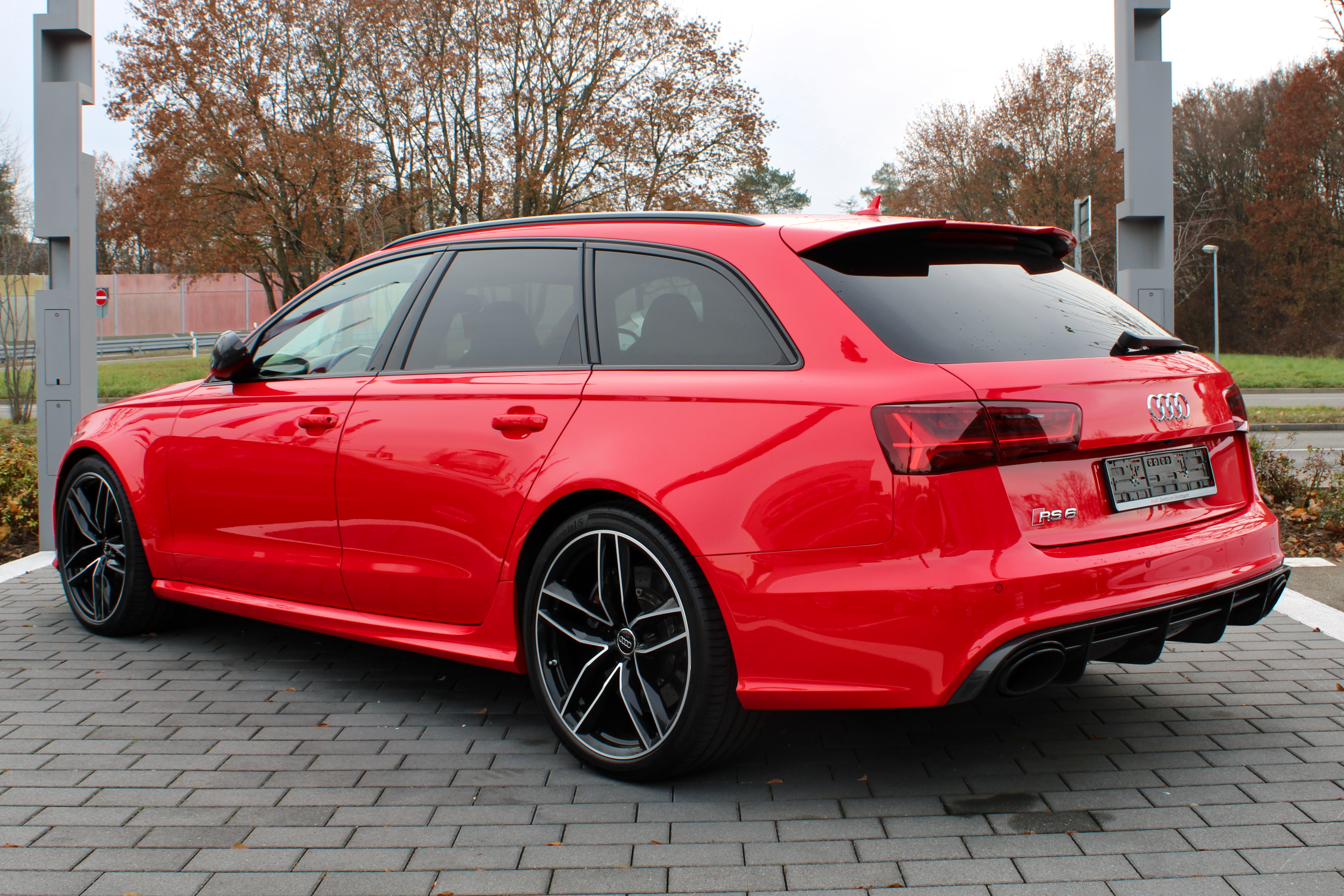
Heckansicht (2014–2018)

|                                            | Avant                     | Avant Performance                   |
| ------------------------------------------ | ------------------------- | ----------------------------------- |
| Bauzeitraum                                | 02/2013–04/2018           | 10/2015–04/2018                     |
| Motorart                                   | Ottomotor                 | Ottomotor                           |
| Motortyp                                   | V-Bauart                  | V-Bauart                            |
| Motoraufladung                             | Bi-Turbolader             | Bi-Turbolader                       |
| Gemischaufbereitung                        | Direkteinspritzung        | Direkteinspritzung                  |
| Lastpunktverschiebung                      | Zylinderabschaltung       | Zylinderabschaltung                 |
| Hubraum                                    | 3993 cm³                  | 3993 cm³                            |
| Zylinder/Ventile                           | 8/32                      | 8/32                                |
| max. Leistung                              | 412 kW (560 PS)/5700–6600 | 445 kW (605 PS) bei 6100–6800 min−1 |
| max. Drehmoment                            | 700 Nm/1750–5500          | 750 Nm bei 1750–6000 min−1          |
| Antriebsart, serienmäßig                   | Allradantrieb             | Allradantrieb                       |
| Getriebeart, serienmäßig                   | 8-Gang-tiptronic          | 8-Gang-tiptronic                    |
| Leergewicht                                | 2010–2025 kg              | 2025 kg                             |
| maximale Zuladung                          | 540–630 kg                | 555 kg                              |
| Beschleunigung, 0–100 km/h                 | 3,9 s                     | 3,7 s                               |
| Höchstgeschwindigkeit                      | 250 km/h (1)              | 250 km/h (1)                        |
| Höchstgeschwindigkeit                      | 280 km/h (1) (2)          |                                     |
| Höchstgeschwindigkeit                      | 305 km/h (1) (3)          |                                     |
| Kraftstoffverbrauch auf 100 km, kombiniert | 9,6–9,8 l Super Plus      | 9,6–9,8 l Super Plus                |
| Kohlendioxid-Emission, kombiniert          | 223–229 g/km              | 223–229 g/km                        |
| Abgasnorm nach EU-Klassifikation           | Euro 6 (4)                | Euro 6 (4)                          |

## RS6 C8 (2019–2025)

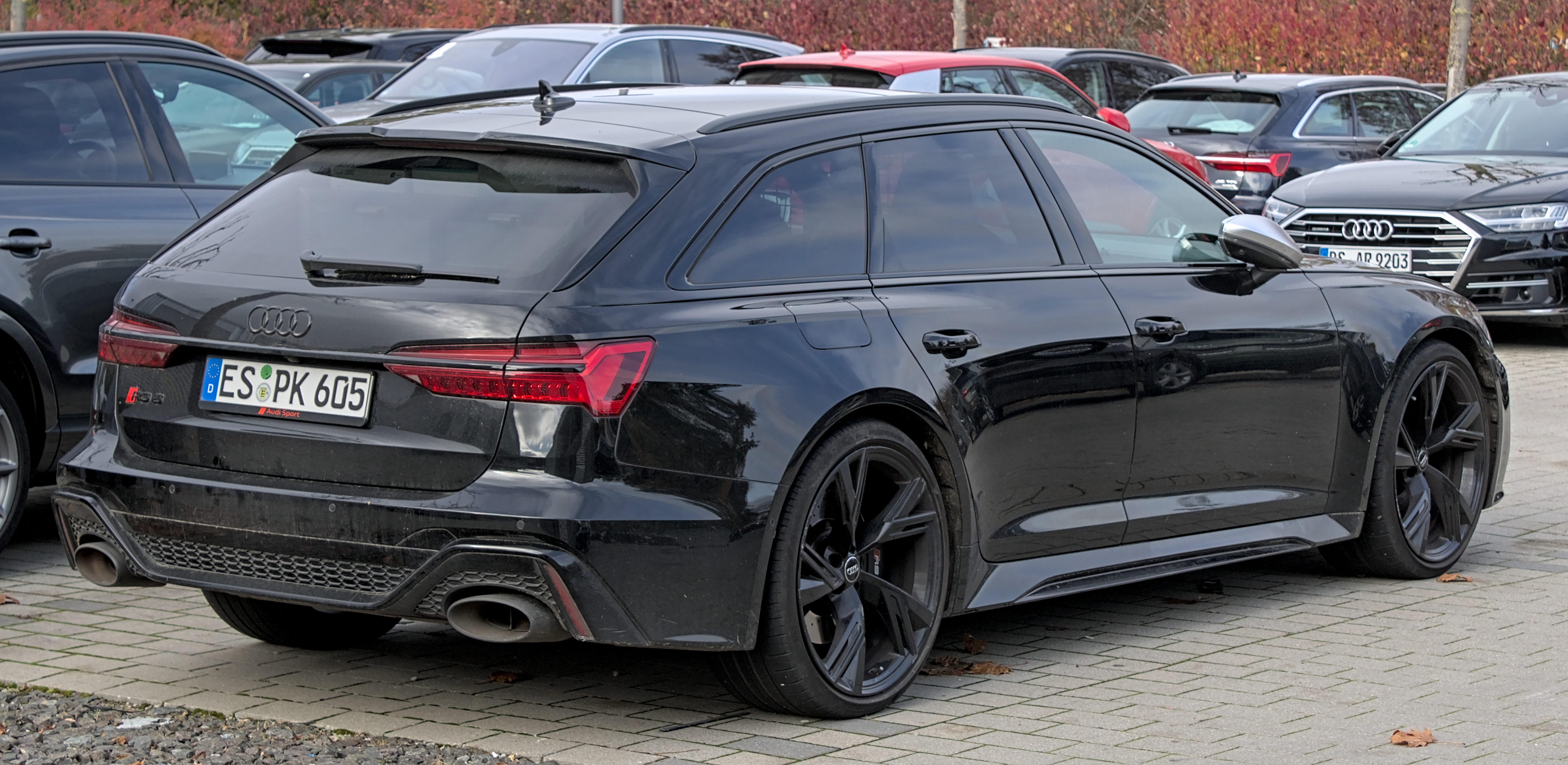
Heckansicht

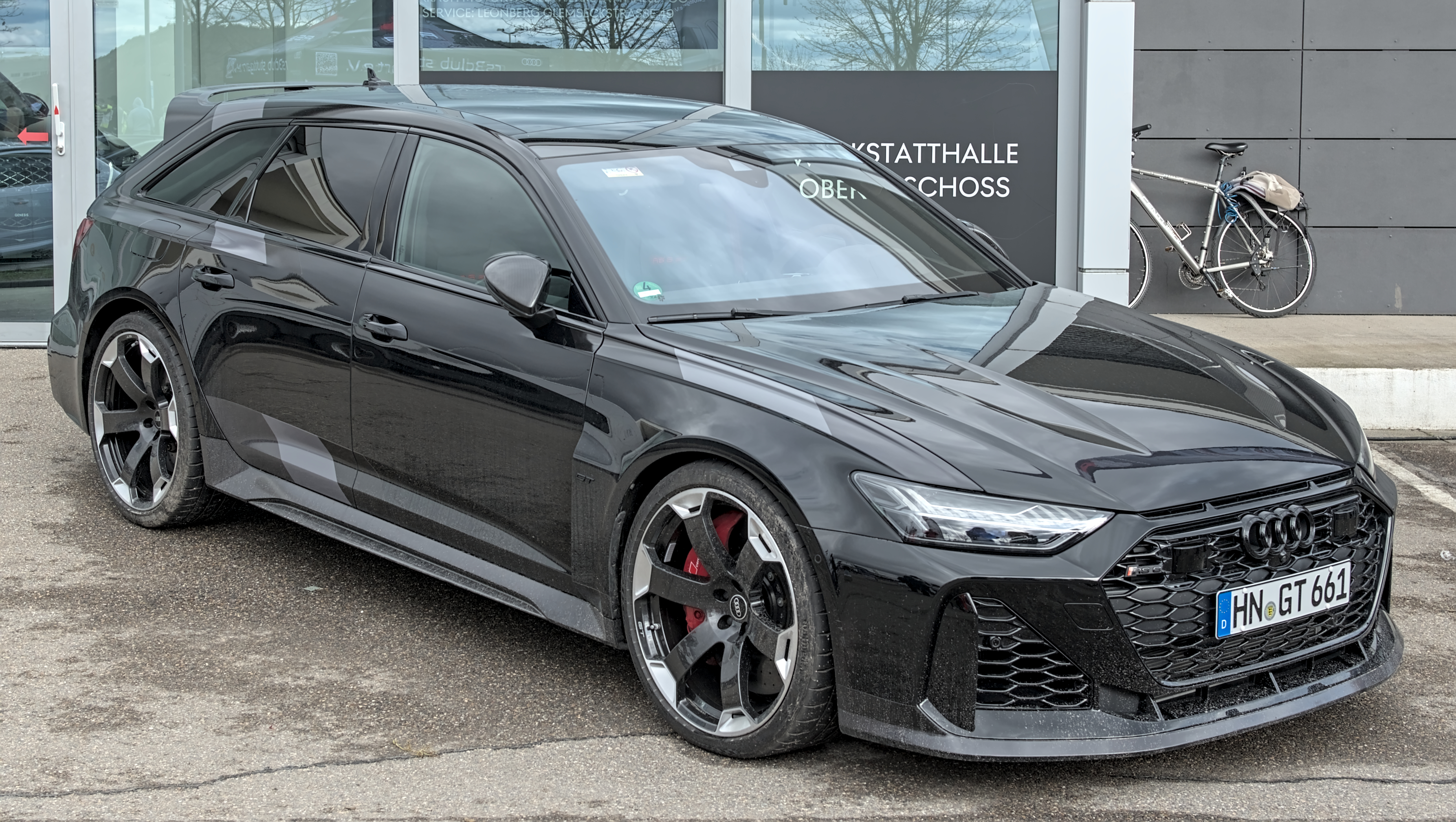
Audi RS6 Avant GT (2023–2025)

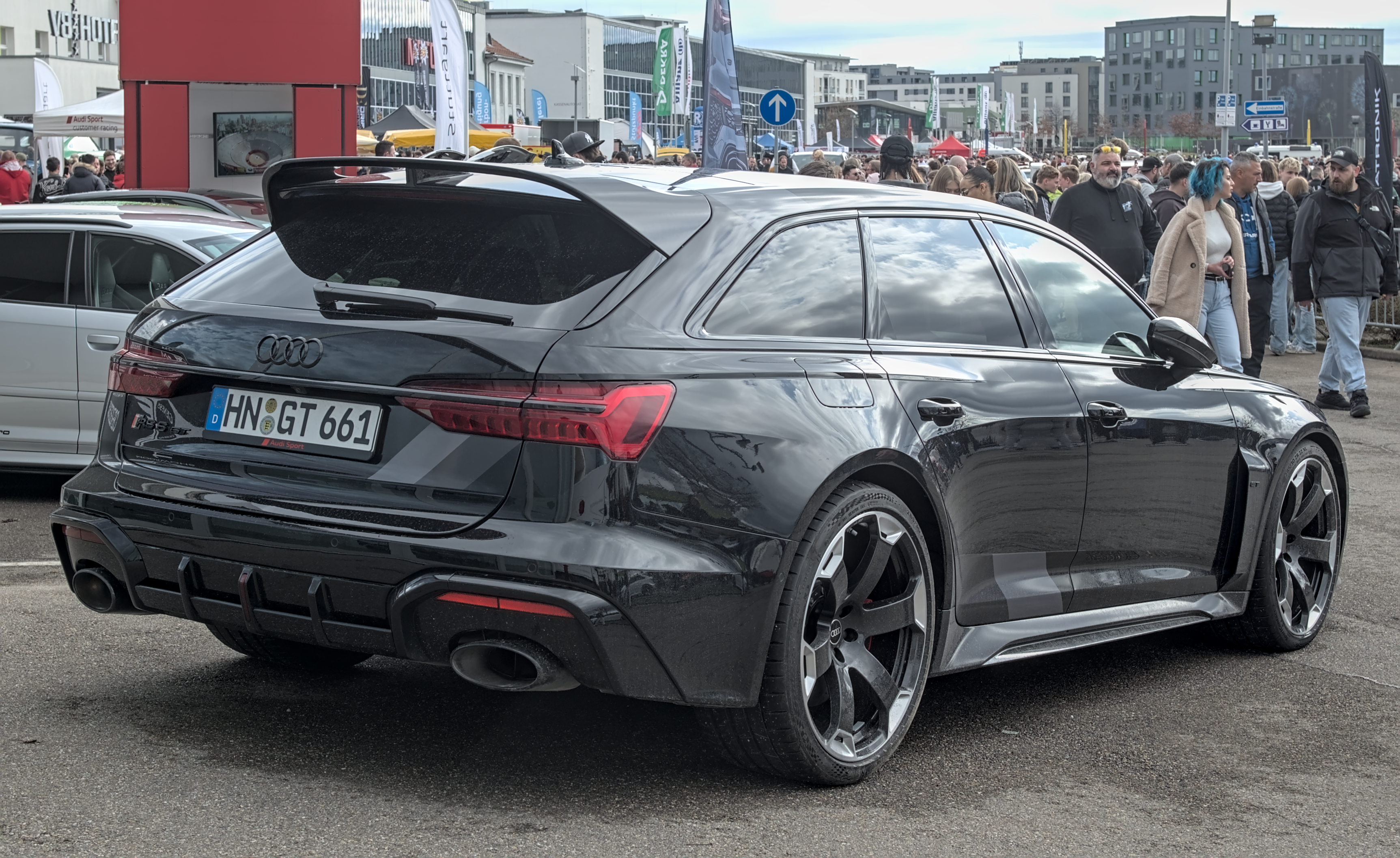
Heckansicht

### Modellgeschichte
Im August 2019 wurden die ersten Bilder der vierten Generation des Audi RS6 vorgestellt. Im September 2019 wurde er auf der IAA in Frankfurt offiziell vorgestellt. Der RS6 C8 wurde ausschließlich als Kombi (Avant) verkauft. Eine Neuerung, die die vierte Generation mit sich bringt, ist, dass diese Karosserievariante erstmals auch in den USA vertrieben wird. Aus diesem Anlass legte Audi die auf 25 Exemplare limitierte RS Tribute edition für den nordamerikanischen Markt auf. Sie weist einige Designelemente auf, die an den Audi Avant RS2 erinnern. Die stärkere Performance-Version debütierte im November 2022. Im Februar 2024 debütierte das limitierte Sondermodell RS6 Avant GT. Dieses Sondermodell war weltweit auf 660 Exemplare limitiert. Davon entfallen 191 Exemplare auf den deutschen Markt. Der RS6 Avant GT wird vom gleichen Motor angetrieben wie der RS6 Avant Performance mit 630 PS (463 kW) und 850 Nm.

### Karosserie
Äußerlich unterscheidet sich der RS6 stark vom A6 und S6, da nur die Heckklappe, das Dach und die Vordertüren beibehalten wurden.
Das Sportmodell hat:
- Scheinwerfer des Schwestermodells A7 C8;
- einen rahmenlosen Kühlergrill, angelehnt an den R8
- Lufteinlässe an der Motorhaube
- vier Zentimeter Karosserieverbreiterung auf jeder Seite
- einen eigenen Heckdiffusor
- 21-Zoll-Räder in der Serie, 22-Zoll-Räder wahlweise gegen Aufpreis[12]

### Motor
Der Motor wurde aus dem bisherigen RS6 C7 weiterentwickelt und um ein Mildhybrid-System ergänzt. Die maximale Leistung des 4,0-Liter-V8-Ottomotors steigt mit 441 kW gegenüber dem Vorgänger um 29 kW an. Die Performance-Version sowie die GT-Version leistet maximal 463 kW.

### Getriebe
Zur Leistungsübertragung wird ein Achtstufen-Automatikgetriebe mit neu abgestimmter Antriebsschlupfregelung beim Anfahren (Launch-Control) verwendet, das über ein mechanisches Mitteldifferential alle vier Räder antreibt.

### Technische Daten
|                                            | Avant                               | Avant                               | Avant                               | Avant Performance              | Avant Performance              | Avant GT                       |
| ------------------------------------------ | ----------------------------------- | ----------------------------------- | ----------------------------------- | ------------------------------ | ------------------------------ | ------------------------------ |
| Bauzeitraum                                | 12/2019–10/2020                     | 11/2020–02/2023                     | 02/2024–04/2025                     | 12/2022–02/2023                | 02/2024–04/2025                | 04/2024–03/2025                |
| Motorart                                   | Ottomotor                           | Ottomotor                           | Ottomotor                           | Ottomotor                      | Ottomotor                      | Ottomotor                      |
| Motortyp                                   | V-Bauart                            | V-Bauart                            | V-Bauart                            | V-Bauart                       | V-Bauart                       | V-Bauart                       |
| Hubraum                                    | 3996 cm³                            | 3996 cm³                            | 3996 cm³                            | 3996 cm³                       | 3996 cm³                       | 3996 cm³                       |
| Zylinder/Ventile                           | 8/32                                | 8/32                                | 8/32                                | 8/32                           | 8/32                           | 8/32                           |
| Motoraufladung                             | Bi-Turbolader                       | Bi-Turbolader                       | Bi-Turbolader                       | Bi-Turbolader                  | Bi-Turbolader                  | Bi-Turbolader                  |
| Gemischaufbereitung                        | Benzindirekteinspritzung            | Benzindirekteinspritzung            | Benzindirekteinspritzung            | Benzindirekteinspritzung       | Benzindirekteinspritzung       | Benzindirekteinspritzung       |
| Lastpunktverschiebung                      | Zylinderabschaltung                 | Zylinderabschaltung                 | Zylinderabschaltung                 | Zylinderabschaltung            | Zylinderabschaltung            | Zylinderabschaltung            |
| max. Leistung bei min−1                    | 441 kW (600 PS) bei 6000–6250 min−1 | 441 kW (600 PS) bei 6000–6250 min−1 | 441 kW (600 PS) bei 6000–6250 min−1 | 463 kW (630 PS) bei 6000 min−1 | 463 kW (630 PS) bei 6000 min−1 | 463 kW (630 PS) bei 6000 min−1 |
| max. Drehmoment bei min−1                  | 800 Nm bei 2050–4500 min−1          | 800 Nm bei 2050–4500 min−1          | 800 Nm bei 2050–4500 min−1          | 850 Nm bei 2300–4500 min−1     | 850 Nm bei 2300–4500 min−1     | 850 Nm bei 2300–4500 min−1     |
| Antriebsart, serienmäßig                   | Allradantrieb                       | Allradantrieb                       | Allradantrieb                       | Allradantrieb                  | Allradantrieb                  | Allradantrieb                  |
| Getriebeart, serienmäßig                   | 8-Gang-tiptronic                    | 8-Gang-tiptronic                    | 8-Gang-tiptronic                    | 8-Gang-tiptronic               | 8-Gang-tiptronic               | 8-Gang-tiptronic               |
| Leergewicht                                | 2150 kg                             | 2150 kg                             | 2175 kg                             | 2165 kg                        | 2165 kg                        | 2075 kg                        |
| Beschleunigung, 0–100 km/h                 | 3,6 s                               | 3,6 s                               | 3,6 s                               | 3,4 s                          | 3,4 s                          | 3,3 s                          |
| Höchstgeschwindigkeit                      | 250 km/h (1)                        | 250 km/h (1)                        | 250 km/h (1)                        | 280 km/h (1)                   | 280 km/h (1)                   | 305 km/h (1) (3)               |
| Höchstgeschwindigkeit                      | 280 km/h (1) (2)                    | 280 km/h (1) (2)                    | 280 km/h (1) (2)                    | 305 km/h (1) (3)               | 305 km/h (1) (3)               | —                              |
| Höchstgeschwindigkeit                      | 305 km/h (1) (3)                    | 305 km/h (1) (3)                    | 305 km/h (1) (3)                    | —                              | —                              | —                              |
| Kraftstoffverbrauch auf 100 km, kombiniert | 11,5–11,7 l Super Plus              | 11,5–11,6 l Super Plus              | 12,1–12,7 l Super Plus              | 12,2–12,7 l Super Plus         | 12,2–12,7 l Super Plus         | 12,2–12,7 l Super Plus         |
| Kohlendioxid-Emission, kombiniert          | 263–268 g/km                        | 263–265 g/km                        | 276–289 g/km                        | 277–289 g/km                   | 276–289 g/km                   | 277–289 g/km                   |
| Abgasnorm nach EU-Klassifikation           | Euro 6d-TEMP-EVAP-ISC               | Euro 6d-ISC-FCM                     | Euro 6e                             | Euro 6d-ISC-FCM                | Euro 6e                        | Euro 6e                        |